# Carcelia auripulvis
Carcelia auripulvis là một loài ruồi trong họ Tachinidae.